# Florence Giolitti
Florence Giolitti (née le 31 août 1966 à Nice) est une athlète française, spécialiste des courses de demi-fond. 

## Biographie
Elle remporte trois titres de championne de France du 800 m : deux en plein air en 1984 et 1991, et un en salle en 1992. 
Le 15 juillet 1986, à Nice, elle établit un nouveau record de France du 800 mètres en 1 min 59 s 32. Elle améliore par ailleurs à trois reprises le record de France du 1 500 mètres, le portant à 4 min 5 s 78 en 1987 à Zurich.
Elle détient toujours, en juin 2018, plus d'une trentaine d'années après leur réalisation, les records de France junior du 800 m et du 1 500m, et les records de France espoirs du 800 m, 1 000 m et 1 500 m.

## Palmarès

### National
- Championnats de France d'athlétisme :
  - vainqueur du 800 m en 1984 et 1991
  - vainqueur du 800 m en salle en 1992

### Divers
- 1 500 m du meeting de Dijon en 1988

## Records
| Épreuve | Performance   | Lieu | Date |
| ------- | ------------- | ---- | ---- |
| 800 m   | 1 min 59 s 32 |      | 1986 |
| 1 500 m | 4 min 5 s 78  |      | 1987 |